# Is
 For alternative betydninger, se IS.
Is af vand, også kaldet vandis, er vands faste tilstandsform. 
Andre væsker (og luftarter) i fast tilstand siges dog også at danne is.[kilde mangler] Udtrykket "tøris" anvendes om kuldioxids faste form.

## Eksterne links og henvisninger
- 10 Things You Need to Know about Arctic Sea Ice. livescience
- For 3.000 år siden var der mindre is på Grønland end i dag. Videnskab.dk

| Kemi | Spire Denne artikel om kemi er en spire som bør udbygges. Du er velkommen til at hjælpe Wikipedia ved at udvide den. |